# Cracticus cassicus
El verdugo cabecinegro (Cracticus cassicus) es una especie de ave paseriforme de la familia Artamidae propia de Nueva Guinea y algunas islas menores circundantes.

## Descripción
Mide de 32 a 35 cm de largo, el macho y la hembra son de apariencia similar. Su plumaje es predominantemente negro y blanco, su cabeza y garganta son negras, sus partes inferiores, grupa y espalda son blancas, y posee un manto negro y blanco. La cola es negra, con una ancha franja blanca en su extremo. Su pico es robusto y de un gris-azulado, con una ligera curvatura y su extremo es negro. El iris es negro o pardo oscuro, y sus patas son negras o gris oscuro.
El verdugo cabecinegro posee un complejo canto, compuesto de componentes muy diversos. Las aves pueden formar dúos, o imitar el canto de otras especies tales como pitohuí herrumbroso, picanzo chico, drongo de lentejuelas, o el filemón de Timor.

## Distribución y hábitat
Se encuentra en la isla de Nueva Guinea, las islas Aru, las Raja Ampat y Schouten. Habita en zonas bajas con foresta húmeda en elevaciones de hasta 650 m, aunque ocasionalmente se lo encuentra hasta en la cota de 1450 m. Es bastante común y se lo puede encontrar cerca de poblados en bosquecillos de palmeras cocoteras.

## Comportamiento
El  verdugo cabecinegro es un ave carnívora. Se los observa en parejas o en pequeños grupos familiares.
Según registros se hadeterminado no poseen una época definida de reproducción. El nido que construyen entre 8 a 25 m sobre el nivel del suelo, es una copa construida con ramitas y palos. La puesta consiste de 2 a 3 huevos pardos-oliva, con pintas en marrón oscuro y que miden 31.8-35.6 x 23.7-25.6 mm.